# Fénétylline
Pour les articles homonymes, voir Fitton.
La fénétylline, parfois écrite fénéthylline par anglicisme[réf. souhaitée], est un composé organique, également appelé amphétaminothéophylline, combinaison de l'amphétamine et de la théophylline. Elle est un psychostimulant qui a été commercialisé sous le nom Captagon, Biocapton ou Fitton, utilisé comme médicament dans le traitement de la narcolepsie et du trouble déficitaire de l'attention.
Le « captagon » circulant au Moyen-Orient, est une contrefaçon du produit pharmaceutique originel. Il a été décrit — de manière erronée — comme « la drogue de Daech, ». Il était principalement produit en Syrie durant le régime de Bachar el-Assad et du Hezbollah. Il était ensuite exporté vers le monde arabe, notamment par les ports et aéroports du Liban,,,[réf. non conforme].

## Structure et synthèse
La fénétylline est un co-médicament constitué d'une molécule d'amphétamine unie à une molécule de théophylline par un pont éthyle. 
Elle se comporte comme une prodrogue, métabolisée dans l'organisme en ces deux molécules. Elle a été commercialisée sous le nom Captagon, Biocapton ou Fitton,. Ses effets sont similaires à ceux de la dextroamphétamine, quoique moins puissants.

Synthèse en deux étapes de la fenethylline à partir de la théophylline,, :

L'une des voies de synthèse de la fénétylline utilise la théophylline (1) comme substrat. La théophylline (1) réagit avec le bromo-1-chloro-2-éthane (2) dans le but d'obtenir la 7-(2-chloroéthyl)théophylline (3) puis elle réagit avec l'amphétamine (4) via un substitution nucléophile de manière à obtenir la fénétylline (5). Le centre stéréogène de (5) dépend du centre stéréogène de (4).

## Histoire
La fénétylline a été synthétisée pour la première fois en 1961 par l'entreprise allemande Degussa. Certaines sources évoquent une existence antérieure. Comme médicament, elle a été principalement utilisée dans le traitement du TDAH et de la narcolepsie et comme psychostimulant.
Cette substance a été interdite à partir de 1981 aux États-Unis. Elle est inscrite en 1986 comme substance dangereuse par l'ONUDC et considérée depuis cette date comme un stupéfiant dans un grand nombre de pays. C'est le cas en France depuis 1990 où elle a été retirée du marché en 1993, du fait des lésions cardiaques engendrées par son usage. Même si sa fabrication et sa vente sont interdites en France depuis 1995, la fénétylline a continué d'être utilisée, pour quelques patients souffrant de narcolepsie, jusque dans les années 2010, de même en Allemagne, Belgique, Luxembourg et Pays-Bas.
Quant à la dénomination « Captagon », elle a été déposée pour une bonne partie de l'Europe en 1950 par la filiale allemande MEDA Pharma (d)  GmbH & Co. KG de l'entreprise suédoise Meda, entreprise désormais fusionnée au sein de l'entreprise américaine Viatris.

## Effets de la fénétylline

### Détournement comme produit dopant
Ses propriétés psychostimulantes en ont fait un produit dopant dans certains milieux sportifs.
Un article de 2005 de la revue scientifique Historical Social Research (en) évoque un article du Bild du 31 mars 2004[réf. à confirmer] qui indiquerait que pour la finale de la Coupe du monde de football de 1954, certains joueurs allemands auraient pu être dopés au Captagon[Information douteuse]. Le dopage au Captagon semble avoir été largement répandu dans le football professionnel dans les années 1980. Peter Neururer indique à la Frankfurter Allgemeine Zeitung en 2007 que « jusqu'à 50 % [des joueurs] en utilisaient ». En 2006, un ancien joueur professionnel de football en France assure que le dopage était très répandu : « Je l'ai vu dans tous les clubs où je suis passé, sauf à Bastia. Dans les années 1980-1990, beaucoup de choses traînaient. On nous donnait des cachetons. C'était de la folie, en particulier autour du Captagon (un stimulant) ».
Le Captagon aurait aussi été utilisé dans le rugby et le cyclisme.

## Production et usage du captagon au Moyen-Orient
Le captagon, contrefaçon du Captagon, nom commercial sous lequel la fenétylline est vendue, est une drogue populaire dans certains pays arabes,. Il ne s'agit pas de fénétylline, dont les stocks mondiaux sont pratiquement épuisés depuis 2009 : les pilules de captagon qui circulent au Moyen-Orient contiennent en réalité de l'amphétamine.
Jusqu'en 2011, les principaux lieux de production étaient la Libye et le Liban. Avec le conflit en Syrie, ce pays devient le premier centre de production en 2011. C'est la première source de revenus d'exportation pour le régime syrien. Des proches de Bachar el-Assad et du régime, dont le politicien et magnat Fares Shehabi, ou le frère de Bachar el-Assad, Maher,, ainsi que des responsables de l'armée, sont soupçonnés et accusés de production et trafic de captagon. Le régime Assad est décrit comme au cœur d'un cartel, voire qualifié de cartel[réf. nécessaire] ou de narco-État,. Le Hezbollah libanais est soupçonné de contribuer au trafic,,,,,,,.
Selon un rapport de l'UNODC (United Nation Office on Drugs and Crime), une pilule coûte quelques centimes au Liban et elle se revend plus de 20 dollars en Arabie saoudite, où près de 55 millions de comprimés sont saisis chaque année, soit 11 tonnes.
Le 24 juin 2009, le ministère de l'Intérieur du Qatar annonce la saisie de stupéfiants — plus de 4 millions de capsules de captagon — pour une valeur marchande de 30,7 millions de dollars et l'arrestation de trafiquants membres d'un réseau international.
En Arabie saoudite, 55 millions de pilules sont saisies chaque année[réf. souhaitée]. Le 26 octobre 2015, le prince saoudien Abdel Mohsen Ibn Walid Ibn Abdelaziz ainsi que quatre autres personnes qui se rendaient à Riyad en jet privé ont ainsi été arrêtés à l'aéroport de Beyrouth en possession de deux tonnes de captagon, découvertes par les douanes libanaises,. En novembre 2015, ce sont deux tonnes encore qui sont découvertes, par les douanes turques, soit 10,9 millions de comprimés,  en provenance de la Syrie.
Lors de la guerre civile syrienne, le régime syrien et l'opposition s'accusent mutuellement de fournir du captagon à leurs combattants,,. Cette drogue semble avoir été utilisée aussi bien par certains combattants des milices loyalistes que par ceux de la rébellion, pas dans des proportions massives. Selon l'agence Reuters et Laurent Laniel, chercheur à l'Observatoire européen des drogues et des toxicomanies, l'existence d'un trafic de captagon mené par les groupes armés et visant à financer la guerre en Syrie est possible sans être avérée. Cependant, la production et le trafic à grande échelle pour financer le régime de Bachar el-Assad sont documentés. En juin 2022, le clan Assad est décrit comme étant au cœur d'un cartel de la drogue par le Spiegel,,.
Au cours du conflit syrien, le captagon est également souvent présenté à tort comme la « drogue des djihadistes ». Il aurait été utilisé de façon marginale par un petit nombre de combattants et à l'encontre des ordres de leur hiérarchie[réf. nécessaire]. L'usage de drogue est interdit par les djihadistes de l'État islamique et le trafic est puni de mort.
Il a été avancé par la justice tunisienne que l'auteur de l'attentat de Sousse, perpétré le 28 juin 2015 par Seifeddine Rezgui et revendiqué par l'État islamique, était sous l'emprise du captagon. Ces conclusions sont mises en doute par le chercheur Laurent Laniel, qui indique que les analyses de sang ne permettent pas de différencier le captagon d'autres drogues. Aucune trace de drogue ni de captagon n'a été découverte lors des autopsies des auteurs des attentats du 13 novembre 2015 en France, malgré les rumeurs initiales. À mi-2017, aucune des autopsies menées sur les corps des terroristes tués en Europe n'a révélé la moindre trace de drogue.
Selon Laurent Laniel, chercheur à l'Observatoire français des drogues et des toxicomanies, « il semble que le battage orchestré autour de cette substance, alimenté par l’absence de données fiables sur le sujet, n’exprime que la jonction de deux phénomènes : le sensationnalisme qui fait vendre et l’irrationnel face à un ennemi incompris. […] L’amalgame Captagon-terrorisme djihadiste aurait ainsi été construit au moyen d’un procédé rhétorique reposant sur la plausibilité de certains éléments mais pas sur l’existence de preuves solides. »
En janvier et février 2017, les douanes françaises affirment avoir procédé aux premières saisies de captagon dans des chargements en provenance du Liban et à destination de l'Arabie saoudite. La quantité saisie est estimée à près de 750 000 comprimés. Après analyse, les prétendus comprimés de captagon se révèlent être des amphétamines de contrebande produites au Moyen-Orient. Ces contrefaçons « souvent estampillées d'un logo imitant celui du Captagon, fabriquées clandestinement et ne contenant pas de fénétylline (…) n'ont plus grand-chose à voir avec le Captagon », souligne un rapport de l'Observatoire français des drogues et des toxicomanies qui met en cause « les fantasmes » relatifs au « mythe de la drogue des djihadistes ». Le Monde relève que, « en d'autres termes, Captagon n'est qu'un nom de rue pour l'amphétamine, drogue qui circule également en Europe sous celui de “speed” ».